# Abaria quatila
Abaria quatila är en nattsländeart som beskrevs av Malicky och Chantaramongkol 1992. Abaria quatila ingår i släktet Abaria och familjen Xiphocentronidae. Inga underarter finns listade i Catalogue of Life.